# Robert Anthony Llanos
Robert Anthony Llanos (Port of Spain, Trinidad e Tobago, 2 de fevereiro de 1958) é um ministro de Trinidad e bispo católico romano de St. John's-Basseterre.
Robert Llanos recebeu o Sacramento da Ordem em 23 de junho de 1991. De 2011 a 2013 foi Vigário Geral da Arquidiocese de Port of Spain.
Em 13 de julho de 2013, o Papa Francisco o nomeou Bispo Titular de Casae Nigrae e o nomeou Bispo Auxiliar de Port of Spain. O Arcebispo de Port of Spain, Joseph Everard Harris CSSp, concedeu a consagração episcopal em 14 de setembro do mesmo ano; Os co-consagradores foram o Bispo Francis Dean Alleyne OSB, de Georgetown e o Bispo de Bridgetown, Charles Jason Gordon..
Durante a vacância da Sede na Diocese de St. John's-Basseterre, é Administrador Apostólico desde 2016. O Papa Francisco o nomeou bispo diocesano de St. John's-Basseterre em 18 de dezembro de 2018. A posse ocorreu no dia 3 de fevereiro de 2019.